# Colomastix laminosa
Colomastix laminosa is een vlokreeftensoort uit de familie van de Colomastigidae. De wetenschappelijke naam van de soort is voor het eerst geldig gepubliceerd in 1990 door Lyons & Myers.